# Saint-Clément (Ardèche)
Saint-Clément település Franciaországban, Ardèche megyében. Lakosainak száma 93 fő (2022. január 1.). Saint-Clément Chanéac, Lachapelle-sous-Chanéac, La Rochette, Chaudeyrolles, Fay-sur-Lignon, Les Vastres és Saint-Julien-d’Intres községekkel határos.

## Népesség
A település népessége az elmúlt években az alábbi módon változott:
| Lakosok száma | 280  | 172  | 118  | 98   | 96   | 87   | 86   | 88   | 90   | 93   |
|               | 1968 | 1982 | 1990 | 2006 | 2013 | 2015 | 2017 | 2019 | 2020 | 2022 |